# Sbor Církve bratrské v Ostravě-Porubě
Sbor Církve bratrské v Ostravě-Porubě se nachází v Porubě v Moravskoslezském kraji. Je jedním ze tří sborů Církve bratrské v Ostravě.

## Organizace sboru
Sbor náleží do seniorátu Severní Morava. Spravuje jej obvykle pětičlenné volené staršovstvo, které je od března roku 2022 čtyřčlenné. Jeho kazatelem byl do konce srpna roku 2024 Petr Polách. Od 1. září roku 2024 vede sbor vikář Ing. Pavel Trojáček a funkci administrátora zastává ThDr. Tadeáš Firla. 

## Bohoslužby
- Pravidelné nedělní bohoslužby bývají v neděli od 16:00.[1][2]

## Další aktivity
- Dětský všechnoklub Awana, dříve dětský klub Awana[3]
- Klub 3D[4]
- Youth Revolution![5]
- Pobyty[6]
- Ostatní[7]